# Angus Lewis Macdonald
August Lewis Macdonald (Dunvegan, 10 agosto 1890 – Halifax, 13 aprile 1954) è stato un politico, giurista e docente universitario canadese.
Fu primo ministro della provincia canadese della Nuova Scozia per due mandati, tra il 1933 e il 1940 e tra il 1945 e il 1954.

## Infanzia ed educazione

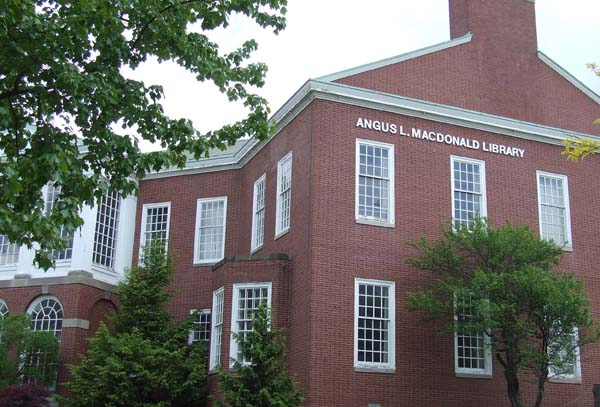
Macdonald ebbe un duraturo legame con la propria università. Questa biblioteca della St. Francis Xavier University è intitolata a lui.

Nato in una piccola fattoria della contea di Inverness, sull'Isola del Capo Bretone, era il nono di quattordici figli. Sua madre proveniva da un'importante famiglia acadiana dell'Isola del Principe Edoardo, mentre la famiglia paterna era emigrata nel 1810 sull'isola del Capo Bretone dalle Highlands scozzesi. I Macdonald erano ferventi cattolici, nonché fieri sostenitori del partito liberale.
Nel 1905, quando Macdonald era quindicenne, la famiglia si trasferì nella città di Port Hood, sempre nell'isola del Capo Bretone. Macdonald frequentò l'Accademia di Port Hood sperando di poter continuare a studiare arte presso la St. Francis Xavier University, a Antigonish, la sua famiglia non si poteva però permettere di pagargli un'educazione universitaria, così egli ottenne una licenza di insegnamento e insegnò per due anni per finanziarsi gli studi. A metà circa del suo percorso universitario, dovette prendersi un ulteriore anno sabbatico per dedicarsi completamente all'insegnamento per guadagnare soldi. Si laureò con dei debiti e dovette dunque insegnare presso la Scuola Superiore dell'università tra il 1914 ed il 1915 per saldare i suoi arretrati.
Durante la sua carriera universitaria, giocò a rugby, partecipò a gruppi di dibattito, scrisse per il giornale studentesco e, nell'anno della sua laurea, vinse la medaglia d'oro al merito in sette dei suoi otto corsi. Fu anche scelto per tenere il discorso di commiato, il giorno del conseguimento del titolo.

## Il servizio militare
La prima guerra mondiale scoppiò mentre Macdonald stava frequentando l'università. Nel 1915 fu ammesso alla scuola ufficiali dell'esercito canadese. Nel febbraio del 1916 entrò nel 185º battaglione di fanteria, conosciuto come i Cape Breton Highlanders, imbarcandosi nell'ottobre dello stesso anno per la Gran Bretagna, dove ricevette un ulteriore addestramento. Nel maggio del 1918 fu mandato al fronte in Francia in qualità di tenente nel 25º battaglione della Nuova Scozia. Partecipò ai combattimenti e in un'occasione assunse il comando della sua compagnia poiché tutti gli altri ufficiali a lui superiori erano stati feriti o uccisi. 
Sino ad allora fortunato ad essere stato risparmiato, la sua buona sorte ebbe termine in Belgio, quando fu colpito al collo da un proiettile sparato da un cecchino tedesco il 7 novembre 1918, solo quattro giorni prima dell'armistizio. Macdonald passò otto mesi in ospedale in Gran Bretagna a causa della ferita, facendo ritorno dalla sua famiglia a Capo Bretone nel 1919. Il biografo Stephen Henderson scrive che la guerra lo rese "più serio e meno sicuro di sè", ma "colpito dalla volontà di così tante persone pronte a marciare verso morti orribili in nome di un principio astratto".

## Vita prima della politica

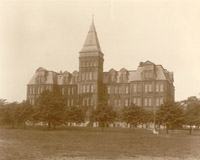
La Forrest Building fu sede della Dalhousie Law School quando Macdonald studiò e, più tardi, insegnò.

Nel settembre del 1919, a 29 anni, Macdonald iniziò gli studi di legge presso la Dalhousie Law School ad Halifax. Durante questi anni Macdonald strinse una forte amicizia con diversi studenti che sarebbero diventati membri dell'élite politica della regione. Nuovamente eccelse in atletica, fu eletto nel consiglio degli studenti della scuola, divenne editore associato del giornale studentesco e guidò la 'simulazione di parlamento' della scuola di giurisprudenza. Si classificò primo in quasi tutti i corsi e si laureò con lode nel 1921.
Macdonald fu assunto dal governo della Nuova Scozia, in qualità di assistente deputato procuratore generale, subito dopo la sua laurea in legge. Lavorò principalmente come amministratore, sebbene occasionalmente apparve in aula per aiutare il procuratore generale in determinati casi.
Nel 1922 Macdonald divenne un lettore a tempo parziale presso la scuola di legge. Quando lasciò l'ufficio del procuratore generale, nel 1924, divenne professore a tempo pieno. Macdonald era un professore popolare e coinvolgente. Un suo studente lo descrisse seduto alla sua cattedra sul rostro mentre parla lentamente e ponderatamente mentre rivolge il suo sguardo al soffitto. 
Il 17 giugno del 1924, a 33 anni, Macdonald si sposò con Agnes Foley, appartenente ad un'importante famiglia cattolica irlandese. Avevano lavorato insieme all'ufficio del procuratore generale, dove Foley era segretaria. Tra il 1925 ed il 1936 ebbero tre figlie ed un figlio, dopo l'ingresso in politica di Macdonald Agnes si dedicò completamente alla famiglia e ai figli. Il biografo John Hawkins scrisse che lei contribuì alla vittoria elettorale del marito ad Halifax, dove una significativa parte della popolazione era irlandese e cattolica. Ebbe una vasta cerchia di amici tra i quali diversi membri delle potenti società femminili liberali di Halifax. Hawkins inoltre annota che Agnes Macdonald era una interlocutrice piacevole, che amava parlare. "Di grande arguzia, il suo flusso di linguaggio rapido e variegato contrastava con quella di Angus, da molti definito come strascicato".
Nel 1925-26, mentre insegnava alla Dalhousie Law School, Macdonald si prese carico di altri corsi in legge presso la Columbia University di New York, principalmente per corrispondenza. Usò questi corsi come base per il suo lavoro a tempo pieno presso la Harvard Law School di Boston, in Massachusetts a partire dal 1928. I membri della facoltà di Harvard vedevano la legge con uno strumento di sviluppo sociale. Questa visione si riflesse nella tesi di dottorato di Macdonald, nel 1929, sulla responsabilità dei titolari di proprietà sotto la legge civile.
Quando il decanato della scuola di legge rimase vacante nel 1929, Macdonald avrebbe voluto occuparlo. Apparentemente aveva il forte supporto di diversi membri della dirigenza dell'università. Allo stesso tempo però egli stava incrementando il suo impegno politico ed accettare il decanato avrebbe significato posporre per un tempo indefinito le sue ambizioni politiche. Alla fine il lavoro fu offerto a Sidney Smith, un altro importante accademico canadese, il quale accettò solo a condizione che Macdonald rimanesse nella scuola. Macdonald rimase, ma solo per un altro anno. Nel 1930, infatti, rassegnò le dimissioni per essere libero di poter entrare in politica.

## L'ingresso in politica

### Elezioni federali - 1930
L'occasione per l'ingresso in politica arrivò con le elezioni federali dell'estate del 1930. Macdonald, all'epoca quarantenne, decise di candidarsi per il collegio di Inverness, nella nativa isola del Capo Bretone. Il suo avversario era il conservatore Isaac Duncan MacDougall il cui stile contrastava fortemente con i modi freddi e riservati di Macdonald. Secondo il biografo Hawkins, MacDougall era "un abile oratore, maestro delle iperboli e delle battute, in grado di smontare gli ottimi argomenti di un avversario fino a farli cadere tra le risate scroscianti degli ascoltatori. Era in grado di conquistare il pubblico non con la logica ma con la sua performance sul palco" Macdonald si impegnò molto nella campagna elettorale ma le tendenze generali erano contro di lui. I conservatori guidati da R. B. Bennett sconfissero i liberali di William Lyon Mackenzie King e ad Inverness Ike MacDougall venne rieletto con un margine di soli 165 voti. Fu l'unica sconfitta elettorale di Macdonald. In seguito a questa elezione, nell'agosto del 1930, Macdonald aprì il suo studio legale a Halifax

### Congresso provinciale del 1930
Negli ultimi anni 1920 Macdonald fu attivo nell'organizzazione del partito liberale. Nel 1925 il partito aveva subito una bruciante sconfitta dopo 43 anni trascorsi al potere, i seggi liberali in Nuova Scozia si erano ridotti a soli tre. Molti ritenevano che il partito dovesse tornare alle sue radici riformiste e Macdonald, con altri, si impegnò nel rinnovo del partito coinvolgendo giovani liberisti più orientati alle riforme.
Nelle elezioni provinciali del 1928, il partito riconquistò un po' della popolarità persa in una delle elezioni più combattute della Nuova Scozia: i conservatori rimasero in maggioranza con 23 seggi, ma i liberali ne avevano conquistati 20 La situazione economica peggiorò in seguito al martedì nero del 29 ottobre del 1929, rendendo verosimile un ritorno al potere dei liberali nelle elezioni successive. Macdonald alla convention del partito liberale dell'autunno del 1930 presentò una proposta di manifesto di partito composto da 15 punti. Tra i punti vi erano la giornata lavorativa di otto ore e i testi per la scuola primaria gratuiti. Tra le proposte anche quella di iniziare un'inchiesta sulle prospettive economiche della provincia e sul suo ruolo all'interno della Confederazione canadese. La convenzione fu un punto di svolta sia per il partito sia per la carriera di Macdonald.

### Alla guida del partito liberale

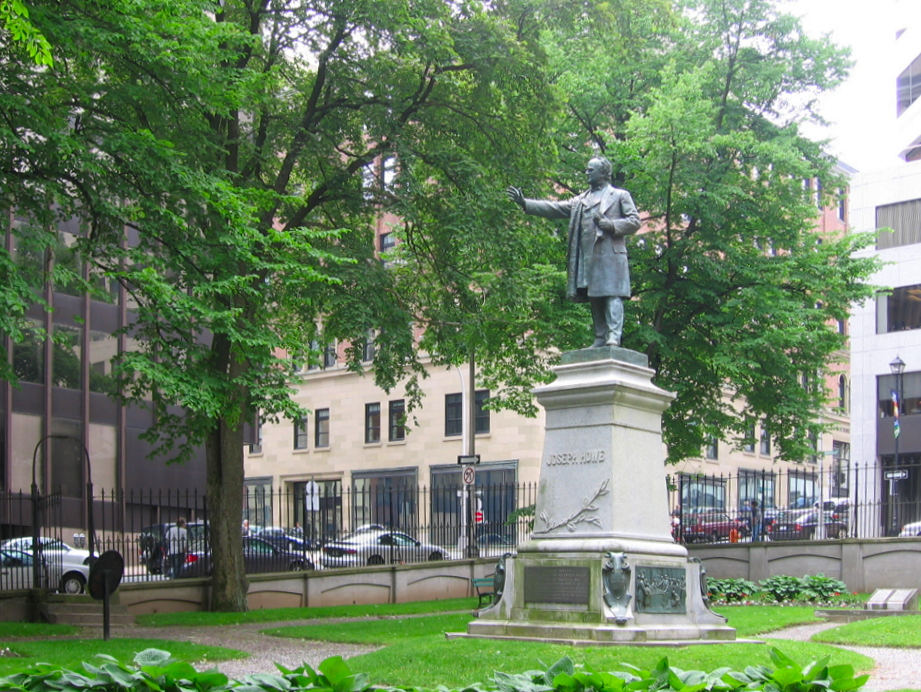
Statua di Joseph Howe di fronte al parlamento della Nuova Scozia.

Dopo la vittoria al congresso Macdonald viaggiò per tutta la provincia tenenedo comizi e collaborando nella riorganizzazione del partito in tutti i collegi. Si rivelò essere un ottimo oratore, secondo il biografo John Hawkins, il suo linguaggio semplice e chiaro riusciva a rendere comprensibili gli argomenti di politica a tutti gli elettori. Durante le sedute del parlamento, non avendo un seggio, guidava la fazione liberale dalla galleria. Nonostante vi fossero sei seggi vacanti i conservatori si rifiutavano di indire un'elezione per la loro copertura per timore di perdere la loro maggioranza di soli 5 seggi. 
Pubblicamente Macdonald criticava il premier Gordon Sidney Harrington per questa scelta, in privato comprendeva la scelta dei conservatori e, anni dopo, ammise che questo gli fornì argomentazioni molto forti per contrastare i suoi avversari politici..
Macdonald fu abile nell'usare il tema del responsible government, già molto sentito in Nuova Scozia, in modo ancora più efficace durante la campagna elettorale per le elezioni del 1933. Il partito conservatore impose che le liste elettorali degli aventi diritto al voto venissero redatte poco prima di ogni elezione Prevedibilemente migliaia di elettori liberali erano stati esclusi dalle liste per la modifica delle quali erano previsti tempi molto stretti. I liberali riuscirono ad appellarsi e i loro elettori vennero inclusi nelle liste. Questo episodio, chiamato Franchise Scandal, mosse la stampa liberale a descrivere Macdonald come un novello Joe Howe, un crociato per la difesa dei diritti dei cittadini. Lo scandalo, insieme alla crisi economica fece sì che i liberali alle elezioni del 22 agosto 1933 conquistarono 22 dei 30 seggi disponibili, e danneggiò considerevolmente la reputazione dei conservatori considerati corrotti e responsabili della situazione economica I conservatori non riuscirono a riprendere il potere se non 23 anni dopo.

## Primo mandato come premier (1933–37)
Macdonald divenne premier della Nuova Scozia il 5 settembre del 1933: aveva 43 anni e non aveva mai ricoperto una carica in parlamento. 
Il primo giorno del suo mandato mantenne una delle sue promesse elettorali istituendo le pensioni di anzianità per le persone bisognose, a fine marzo erano già stato inviati oltre 6000 assegni. Fu un'iniziativa molto popolare anche se gli importi degli assegni mensili erano inferiori rispetto alla media nazionale.
Il nuovo governo si trovò di fronte una situazione economica disastrosa, decine di migliaia di cittadini erano disoccupati o in stato di necessità, e si stimava che oltre 75.000 abitanti avrebbero avuto bisogno di assistenza nell'inverno successivo. Rispetto al ricorso a forme di assistenza diretta, il governo preferì assumere i disoccupati per attuare programmi di lavori pubblici come l'asfaltatura delle strade; nel 1933 solo 45 km di strade della provincia erano asfaltate, nel 1937 erano 605. Questi programmi erano finanziati con la vendita di titoli e aumentando il prezzo della benzina da 6 a 8 centesimi al gallone.

### Misure di politica economica
Macdonald fece inoltre pressione sul governo federale a guida conservatrice di R. B. Bennett per aumentare il sostegno alle provincie più povere. All'epoca non esisteva un sistema nazionale di sussidio alla disoccupazione, che i conservatori consideravano di competenza provinciale e municipale. Benché durante la grande depressione il governo fornisse dei sussidi, l'importo di questi era vincolato al cofinanziamento da parte delle province; per le province più povere, tipicamente quelle atlantiche, questo significava ottenere considerevolmente meno mezzi. Per esempio, lo storico E. R. Forbes fa notare come, dal gennaio al maggio del 1935, tutti e tre i livelli del governo spesero una media di 2,84 dollari per ogni mezzo di sussidio nelle provincie marittime, quasi la metà della media di 6,18 dollari spesi nelle altre sei provincie.
Macdonald istituì una commissione di inchiesta (chiamata "Commissione Jones") per individuare delle politiche economiche idonee ad attenuare gli effetti della depressione e per stabilire delle basi di negoziazione con il governo federale. Della commissione faceva parte Harold Innis, lo storico dell'economia che aveva studiato le differenze fra le provincie industrializzate più ricche e quelle in cui l'economia era basata sullo sfruttamento delle risorse naturali. La commissione pubblicò il suo rapporto nel dicembre del 1934 rilevando, con soddisfazione di Macdonald, che la politica dei dazi dava grandi vantaggi alle provincie industriali e che i sussidi federali alla Nuova Scozia erano del tutto inadeguati. La commissione raccomandava che il governo federale si facesse carico delle pensioni di anzianità e dei sussidi alla disoccupazione. Suggeriva inoltre che Ottawa assicurasse un equo trattamento alle province e che la redistribuzione delle imposte federali avvenisse secondo necessità, questo era uno dei punti chiave della visione di Macdonald.
La commissione suggerì, tra le altre misure, il proseguimento dei lavori pubblici, la diffusione dell'elettricità nelle aree rurali per scongiurare lo spopolamento e la professionalizzazione dei dipendenti pubblici.

### Turismo e nuova identità della Nuova Scozia

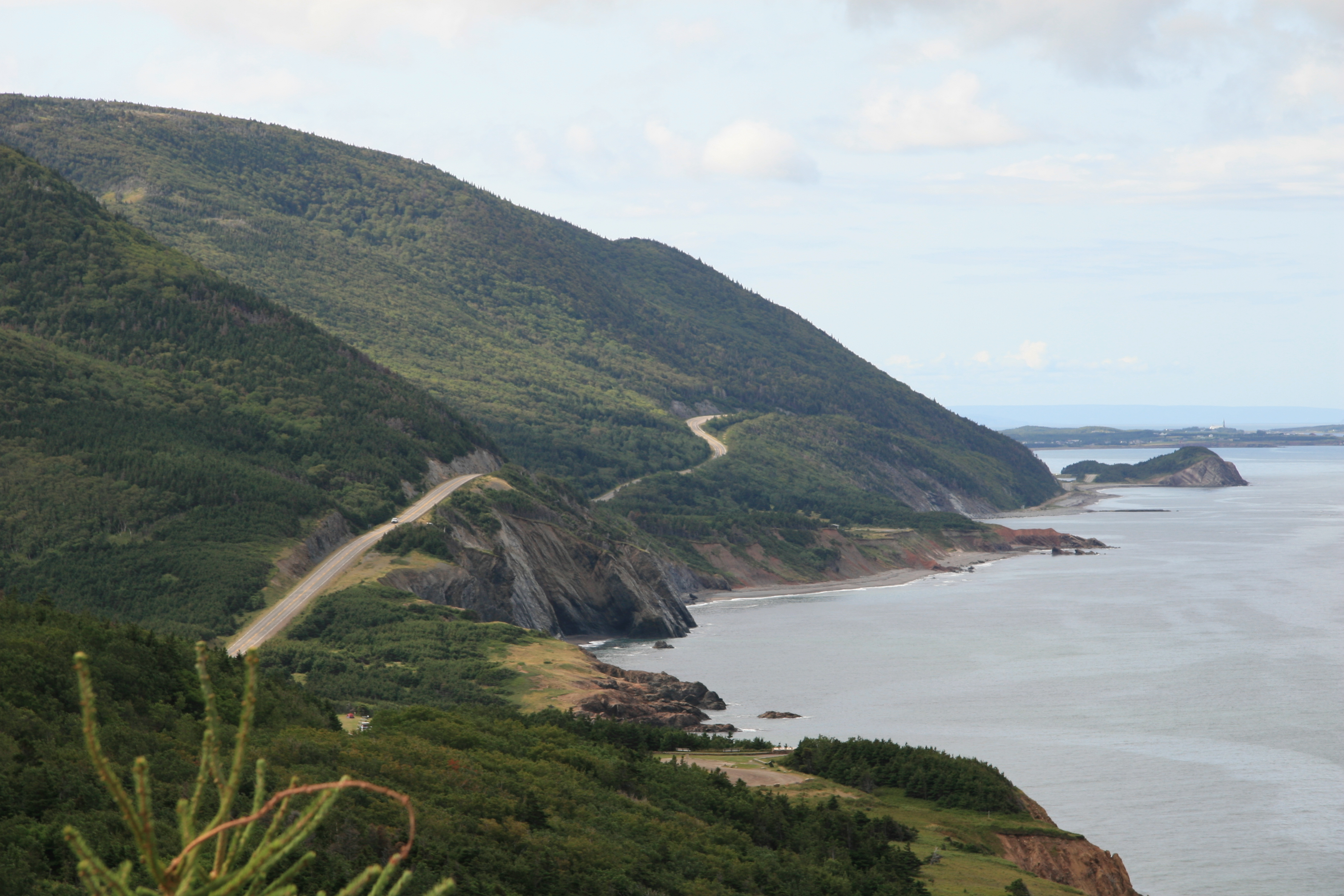
L'angolo sud-occidentale del Cape Breton Highlands National Park.

Il governo Macdonald si contraddistinse anche per l'incentivazione del turismo come strumento per portare risorse economiche nella provincia. Migliorò le strutture fornendo mutui ai proprietari, organizzò corsi di cucina per i titolari e dipendenti. Il programma di costruzione delle strade rese accessibili più luoghi.
A ciò si affiancò una rinnovata comunicazione turistica che, puntando sulla ricchezza e varietà delle origini della popolazione locale, riuscì nel tempo a costruirne una nuova identità Macdonald stesso era orgoglioso delle origini scozzesi, durante il suo governo venne perciò incentivata l'attività del Gaelic College e vennero evidenziate le presunte radici scozzesi dei nomi dei luoghi.
Macdonald incoraggiò la creazione del Cape Breton Highlands National Park che venne completato con possibilità di alloggi e un campo da golf. 
L'aumento del turismo si riflesse in un aumento della popolarità di Macdonald.

## Il secondo mandato come premrie (1937-40)
Fortunatamente per il governo Macdonald, le condizioni economiche migliorarono nel corso degli anni '30. Nel marzo del 1937, Macdonald annunciò che dopo il 14 anni di deficit, il governo della Nuova Scozia aveva registrato un avanzo di bilancio con un'ulteriore previsione di avanzo per l'anno successivo. Il giornale pro-liberale Halifax Chronicle descrisse la scena che si svolse in parlamento all'annuncio: "la Camera si è seduta per un momento, come se non comprendesse la buona notizia, quindi, almeno la parte al governo ha espresso acclamazione, l'opposizione è invece rimasta ferma e sbalordita, seduta come scolpita nella pietra ". Macdonald promise che il governo avrebbe speso altri $ 7,5 milioni per il popolare programma di rifacimento delle strade supervisionato da AS MacMillan, il veterano Ministro delle autostrade. MacMillan, anche presidente della Nova Scotia Power Commission, aveva esteso il servizio elettrico nelle aree rurali. Introdusse inoltre una legge sull'elettrificazione rurale allo scopo di sovvenzionare il costo della fornitura di elettricità.
Dopo questi eventi, il premier convocò un'elezione provinciale per il 29 giugno 1937. Macdonald fece una campagna a favore del suo governo. Il giorno delle elezioni, i liberali ottennero 25 dei 30 seggi in legislatura.
Il primo ministro William Lyon Mackenzie King aveva invitato Macdonald a candidarsi per una carica federale durante le elezioni generali del 1935. Anche se Macdonald lo rifiutò, nel 1937 c'erano forti voci secondo cui Macdonald sarebbe presto entrato nella politica federale. Il biografo Stephen Henderson scrive tuttavia che Macdonald voleva rimanere premier in modo da poter presentare il caso della Nuova Scozia a una commissione reale sulle relazioni federali-provinciali.
Il corso della carriera politica di Macdonald cambiò bruscamente dopo che il Canada dichiarò guerra alla Germania nel settembre 1939. Tre mesi dopo, Mackenzie King indisse un'elezione federale e il 26 marzo 1940 i liberali ottennero una vittoria decisiva. Nonostante la vittoria, King era sotto pressione per il reclutamento dei "migliori cervelli" del paese nel suo gabinetto di guerra. La morte del suo ministro della difesa in un incidente aereo nel giugno 1940 diede a King l'opportunità di riorganizzare la sua amministrazione. Chiese a JL Ralston, nativo della Nuova Scozia, di diventare il suo nuovo ministro della difesa. Ralston accettò, ma impose due condizioni: in primo luogo che JL Ilsley della Nuova Scozia lo sostituisse come ministro delle finanze e in secondo luogo che ricevesse assistenza nel suo nuovo portafoglio.
King decise di nominare altri due ministri, uno incaricato della Royal Canadian Air Force, l'altro per sovrintendere la Royal Canadian Navy. Chiese poi a Macdonald di unirsi al gabinetto federale come ministro della difesa nazionale per i servizi navali. Macdonald, che aveva combattuto nella prima guerra mondiale come soldato in prima linea in Francia e Belgio, decise che era suo dovere prendere parte alla seconda guerra mondiale come leader politico a Ottawa. Passò il suo incarico di premier ad Alexander Stirling MacMillan e prestò giuramento nel gabinetto federale il 12 luglio 1940.

## La carriera federale durante la guerra (1940-1945)
I cinque anni di Macdonald ad Ottawa furono tumultuosi. Organizzò una consistente crescita delle forze navali canadesi e svolse un ruolo chiave in una crisi politica che minacciò di fare a pezzi il governo liberale e il paese. Subì anche l'ira di Mackenzie King, un leader politico che Macdonald arrivò a detestare. Quando entrò nel gabinetto federale nel 1940, Macdonald sembrava un probabile candidato in sostituzione del già anziano King e un probabile futuro primo ministro. Quando si dimise nel 1945, la carriera politica federale di Macdonald era a pezzi.

## Dopo la guerra
Supervisionò la creazione di un'effettiva marina canadese (poi la Royal Canadian Navy) durante la seconda guerra mondiale. Dopo la guerra tornò in Nuova Scozia per divenire nuovamente premier. Durante l'elezione del 1945 il partito liberale tornò al potere mentre i suoi principali rivali, i conservatori, non riuscirono ad ottenere nemmeno un seggio. Lo slogan liberale divenne così "Tutto va bene con Augus L." ("All's well with Augus L") e fu così realistico che i conservatori disperarono di non poter mai battere Macdonald. Morì, ancora in carica, nel 1954.

## Il portato politico
I più di quindici anni di governo come premier di Macdonald portarono fondamentali cambiamenti. Sotto la sua leadership il governo della Nuova Scozia spese più di 100 milioni di dollari nella realizzazione di strade, costruzione di ponti, ampliamento delle linee elettriche e implementazione dell'istruzione pubblica. Macdonald affrontò la piaga della disoccupazione durante il periodo della Grande depressione impiegando i disoccupati nei cantieri atti alla costruzione di nuove autostrade. Pensava che gli aiuti finanziari stanziati direttamente dal governo minassero il morale, l'autostima e scoraggiassero le iniziative personali. Doveva però allo stesso tempo fronteggiare la realtà: il finanziariamente dissestato governo della Nuova Scozia non poteva permettersi di partecipare pienamente ai programmi federali di aiuto che richiedevano un determinato contributo delle province.
Macdonald era considerato uno dei più eloquenti oratori politici della sua provincia. Credeva in un'articolata filosofia di autonomia per la provincia, asserendo che le province più povere necessitassero di una maggiore quota nella ripartizione delle entrate fiscali nazionali per poter pagare i costi della sanità, dell'educazione e del welfare. Asseriva che gli abitanti della Nuova Scozia fossero vittima di una politica nazionale che proteggeva le industrie di Ontario e Quebec con tariffe alte, che costringevano le persone a pagare prezzi più alti per i prodotti manifatturieri. Non era infatti accidentale, secondo Macdonald, che la Nuova Scozia fosse passata dall'essere la più ricca provincia in reddito pro capite prima della nascita della Confederazione Canadese, nel 1867, al risultare la più povera negli anni '30.
Macdonald era un tipico liberale del XIX secolo, afferente alla tradizione di John Stuart Mill. Lui credeva fermamente nella libertà e responsabilità individuale e ripugnava la crescente burocrazia del governo, che a suo dire rischiava di minare la libertà. Per lui il ruolo dello stato doveva essere di provvedere ai servizi base. Supportò l'acquisizione da parte dello stato delle principali aziende di servizi per il cittadino, come la Nova Scotia Power Commission, ma rigettò le proposte di ulteriori politiche di intervento come l'acquisizione di industrie chiave o la concessione di grandi prestiti a compagnie private.